# کلیسای سنت مارتین (کنتربری)
کلیسای سنت مارتین (به انگلیسی: St Martin's Church یا Church of St Martin) کلیسایی در کانتربریِ انگلستان است که کمی دورتر از مرکز شهر واقع شده است. این کلیسا، قدیمی‌ترین مرکز مذهبی در نواحی قلمرو کشیشان (parish) در انگلستان می‌باشد که مورد استفادهٔ مداوم قرار داشته است. همچنین عبادات هفتگی از سال ۱۶۶۸ تا کنون در این کلیسا و کلیسای سنت پل در نزدیکی آن صورت می‌پذیرد.

## تاریخچه
سنت مارتین نخست عبادتگاه شخصی برتا، شهبانوی کِنت در سدهٔ ۶ میلادی بود. او شاهدختی بود فرانکتبار و مسیحی که همراه با دین‌یار خود اسقف لیودهارد به انگلستان آمده بود. پس از از ازدواج با اتلبرت، پادشاه کنت، شوهرش به او اجازه داد تا اعمال مذهبیش را در کلیسایی که از پیش وجود داشت ادامه دهد. بنا به گفتهٔ سینت بید این کلیسا در اواخر دوران امپراتوری روم مورد استفاده قرار داشت اما سپس بی‌استفاده رها شده بود. احتمال بسیاری وجود دارد که این کلیسا همان کلیسای سنت مارتین باشد به‌ویژه که بید قدیس نیز از آن نام برده است.
کمی پیش از سال ۱۸۴۴ گنجینه‌ای از سکه‌های طلا در حیاط کلیسا پیدا شد که یکی از این سکه‌های طلا در اصل مدالیون لیودهارد بود که تصویری از یک شخص تاجدار همراه با نوشته‌ای که به لیودهارد اشاره داشت بر روی آن نقش بسته بود.

## معماری
آجرهای رومی بسیاری همراه با بخش‌های کاملی از دیوارهای کاشی‌کاری‌شدهٔ رومی در کلیسای سنت مارتین مورد استفادهٔ مجدد قرار گرفته‌اند. مواد به‌کاررفته در چندین جا از دیوارها به‌روشنی تاریخی قدیمی تر از دیگر جاها را نشان می‌دهند و باتوجه به این موضوع می‌توان چنین احتمال داد که راهرویی مسدودشده در جایگاه کشیش، دراصل ورودی کلیسای برتا بوده و سایر بخش‌های دیوار در سده‌ٔ هفتم یا هشتم میلادی ساخته شده است. همچنین نوع معماری برج کلیسا نشان می‌دهد که آن نیز خیلی بعدتر به بنا اضافه شده است.

## میراث جهانی
کلیسای سنت مارتین در سال ۱۹۸۸ همراه با کلیسای جامع کنتربری و کلیسای سنت آگوستین در فهرست میراث جهانی یونسکو قرار گرفت.